# Septemberkrokus
Septemberkrokus (Crocus kotschyanus) är en växt inom krokussläktet och familjen irisväxter. Arten förekommer naturligt i centrala och södra Turkiet, nordvästra Syrien och norra Libanon. Arten odlas ibland i specialsamlingar i Sverige.
Septemberkrokus kännetecknas av att knölarnas skal är tunnat och hinnaktigt. Blommorna är lila med mörkare strimmor och djupgult svalg.

## Underarter
Arten är mångformig och fyra underarter kan urskiljas:
- subsp. kotschyanus
- subsp. cappadocicus
- subsp. hakkariensis
- subsp. suworowianus